# Sonerila calophylla
Sonerila calophylla är en tvåhjärtbladig växtart som beskrevs av Henry Nicholas Ridley. Sonerila calophylla ingår i släktet Sonerila och familjen Melastomataceae. Inga underarter finns listade i Catalogue of Life.